# Morphoplasme
Le morphoplasme constitue l'ensemble des organites cellulaires.
Avec le hyaloplasme (formé du cytosol et du cytosquelette), ils forment ensemble le cytoplasme.

## Les organites
Les organites sont:
- le réticulum endoplasmique
- l’appareil de Golgi
- les lysosomes
- les  endosomes
- les peroxysomes
- les vacuoles
- les plastes (avec les mitochondries)